# USS Beloit (LCS-29)
«Белойт» (англ. USS Beloit (LCS-29)) — бойовий корабель прибережної зони типу «Фрідом» виробництва компанії «Lockheed Martin».
Свою назву отримав на честь міста Белойт (Вісконсин).

## Історія створення
Корабель був замовлений 18 вересня 2018 року. Закладений 22 липня 2020 року.
Спущений на воду 9 травня 2022 року.